# 来仪乡
来仪乡，是中华人民共和国四川省南充市仪陇县下辖的一个乡镇级行政单位。

## 行政区划
来仪乡下辖以下地区：
黄包村、茶岩村、国桥村、工农村、龙虎村、旱田村、惠明村、三河村、两路村、火山村和望远村。